# Superliga de Eslovaquia 2025-26
La temporada 2025-26 es la edición número 33 de la Superliga de Eslovaquia, la máxima categoría del fútbol profesional en Eslovaquia. La temporada comenzó el 26 de julio de 2025 y finalizará en mayo de 2026.
El Slovan Bratislava fue el campeón defensor de la Superliga, después de conquistar el decimoquinto título de su historia la temporada anterior.

## Formato
Los 12 equipos participantes jugarán entre sí todos contra todos dos veces totalizando 22 partidos cada uno, al término de la fecha 22 los seis primeros clasificados pasarán a jugar la Ronda por el campeonato, mientras que los otros seis pasarán a jugar la Ronda por la permanencia.
En la Ronda por el campeonato los 6 equipos participantes jugarán entre sí todos contra todos dos veces totalizando, 32 partidos, al término de la fecha 32, el primer clasificado se coronará campeón y obtendrá un cupo para la Primera ronda de la Liga de Campeones 2026-27, mientras que el segundo y el tercero obtendrán un cupo para la Segunda ronda de la Liga Conferencia 2026-27.
En la Ronda por la permanencia, los 6 equipos participantes jugaran entre sí todos contra todos dos veces totalizando 32 partidos cada uno, al término de la fecha 32, el penúltimo clasificado jugará un play-off de relegación contra el subcampeón de la 2. liga y el último descenderá directamente a la 2. liga 2026-27
Un cupo para la Primera ronda de la Liga Europa 2026-27 será asignado al campeón de la Copa de Eslovaquia.

## Ascensos y descensos
| Pos. | Descendido de Superliga de Eslovaquia 2024-25 |
| ---- | --------------------------------------------- |
| 12.º | Dukla Banská Bystrica                         |

| Pos. | Ascendido de 2. Liga de Eslovaquia 2024-25 |
| ---- | ------------------------------------------ |
| 1.º  | Tatran Prešov                              |

## Equipos participantes
| Club                  | Ciudad          | Estadio                     | Capacidad |
| --------------------- | --------------- | --------------------------- | --------- |
| DAC Dunajská Streda   | Dunajská Streda | MOL Aréna                   | 12,700    |
| KFC Komárno           | Komárno         | Mestský štadión Komárno     | 5,000     |
| FC Košice             | Košice          | Košická Futbalová Aréna     | 5,830     |
| MFK Ružomberok        | Ružomberok      | Štadión pod Čebraťom        | 4,817     |
| MFK Skalica           | Skalica         | Mestský štadión Skalica     | 1,500     |
| Slovan Bratislava     | Bratislava      | Tehelné pole                | 22,500    |
| 1. FC Tatran Prešov   | Prešov          | Štadión Tatran Prešov       | 5.410     |
| Spartak Trnava        | Trnava          | Štadión Antona Malatinského | 19,200    |
| AS Trenčín            | Trenčín         | Štadión na Sihoti           | 10,000    |
| MŠK Žilina            | Žilina          | Štadión pod Dubňom          | 11,253    |
| Železiarne Podbrezová | Podbrezová      | ZELPO Aréna                 | 4,061     |
| Zemplín Michalovce    | Michalovce      | Mestský futbalový štadión   | 4,440     |

## Temporada regular

### Tabla de posiciones
| Pos. | Equipo                | Pts. | PJ | G | E | P | GF | GC | Dif. | Clasificación 2025-26 |
| ---- | --------------------- | ---- | -- | - | - | - | -- | -- | ---- | --------------------- |
| 1    | Spartak Trnava        | 9    | 3  | 3 | 0 | 0 | 5  | 0  | +5   | Grupo de campeonato   |
| 2    | Trenčín               | 9    | 4  | 3 | 0 | 1 | 5  | 3  | +2   | Grupo de campeonato   |
| 3    | Slovan Bratislava     | 7    | 3  | 2 | 1 | 0 | 7  | 3  | +4   | Grupo de campeonato   |
| 4    | Žilina                | 7    | 4  | 2 | 1 | 1 | 6  | 4  | +2   | Grupo de campeonato   |
| 5    | Zemplín Michalovce    | 7    | 4  | 2 | 1 | 1 | 7  | 6  | +1   | Grupo de campeonato   |
| 6    | Železiarne Podbrezová | 7    | 4  | 2 | 1 | 1 | 8  | 8  | 0    | Grupo de campeonato   |
| 7    | DAC Dunajská Streda   | 5    | 3  | 1 | 2 | 0 | 3  | 1  | +2   | Grupo de descenso     |
| 8    | Skalica               | 5    | 4  | 1 | 2 | 1 | 5  | 4  | +1   | Grupo de descenso     |
| 9    | Tatran Prešov         | 2    | 4  | 0 | 2 | 2 | 2  | 5  | −3   | Grupo de descenso     |
| 10   | Komárno               | 0    | 2  | 0 | 0 | 2 | 2  | 5  | −3   | Grupo de descenso     |
| 11   | Košice                | 0    | 3  | 0 | 0 | 3 | 2  | 6  | −4   | Grupo de descenso     |
| 12   | Ružomberok            | 0    | 4  | 0 | 0 | 4 | 1  | 9  | −8   | Grupo de descenso     |

Actualizado a los partidos jugados el 17 de agosto de 2025.
 Fuente: Fortuna Liga, Soccerway
Criterios de clasificación: 1) Puntos; 2) puntos entre sí; 3) diferencia de goles entre sí; 4) Goles de visita entre sí; 5) Play-off.

### Resultados
| Local \ Visitante     | DAC | KOM | KOS | RUZ | SKA | SLO | SPA | TAT | TRE | ZPO | ZEM | ZIL |
| --------------------- | --- | --- | --- | --- | --- | --- | --- | --- | --- | --- | --- | --- |
| DAC Dunajská Streda   | —   |     |     | 2–0 |     |     |     |     |     |     | 1–1 |     |
| Komárno               |     | —   |     |     |     |     |     |     | 1–2 |     |     |     |
| Košice                | Apl |     | —   |     |     |     |     |     | 0–1 |     |     |     |
| Ružomberok            |     |     |     | —   | 1–3 |     |     |     |     |     | 0–1 |     |
| Skalica               |     |     |     |     | —   |     |     |     |     | 2–2 |     | 0–0 |
| Slovan Bratislava     |     |     |     |     | 1–0 | —   | a   |     |     | 4–1 |     |     |
| Spartak Trnava        |     |     |     | 3–0 |     | a   | —   | 1–0 |     |     |     |     |
| Tatran Prešov         | 0–0 |     |     |     |     | 2–2 |     | —   |     |     |     |     |
| Trenčín               |     |     |     |     |     |     | 0–1 |     | —   |     |     | 2–1 |
| Železiarne Podbrezová |     | 2–1 | 3–1 |     |     |     |     |     |     | —   |     |     |
| Zemplín Michalovce    |     | 3–1 |     |     |     |     |     |     |     |     | —   | 2–4 |
| Žilina                |     |     |     |     |     |     |     | 1–0 |     |     |     | —   |